# Newman/Haas Racing
Pour le jeu vidéo, voir Newman Haas Racing (jeu vidéo).
La Newman/Haas Racing est une équipe américaine de sport automobile basée à Lincolnshire en Illinois et créée en 1983 par l'acteur Paul Newman et l'entrepreneur Carl Haas. Après avoir brillé dans le championnat CART/Champ Car, elle dispute ensuite de 2008  à 2011 le championnat IndyCar Series.

## Présentation
L'équipe fut fondée en 1983 par le célèbre acteur Paul Newman et par l'entrepreneur et manager Carl Haas pour participer au championnat CART (ancien nom du Champ Car). En 2008, l'équipe a rejoint le championnat IndyCar Series à la suite de la fusion de celui-ci et du Champ Car. De 2007 à mai 2010, à la suite de l'arrivée de Mike Lanigan dans le capital de l'écurie, celle-ci a pris le nom de Newman/Haas/Lanigan Racing. 

## Champ Car

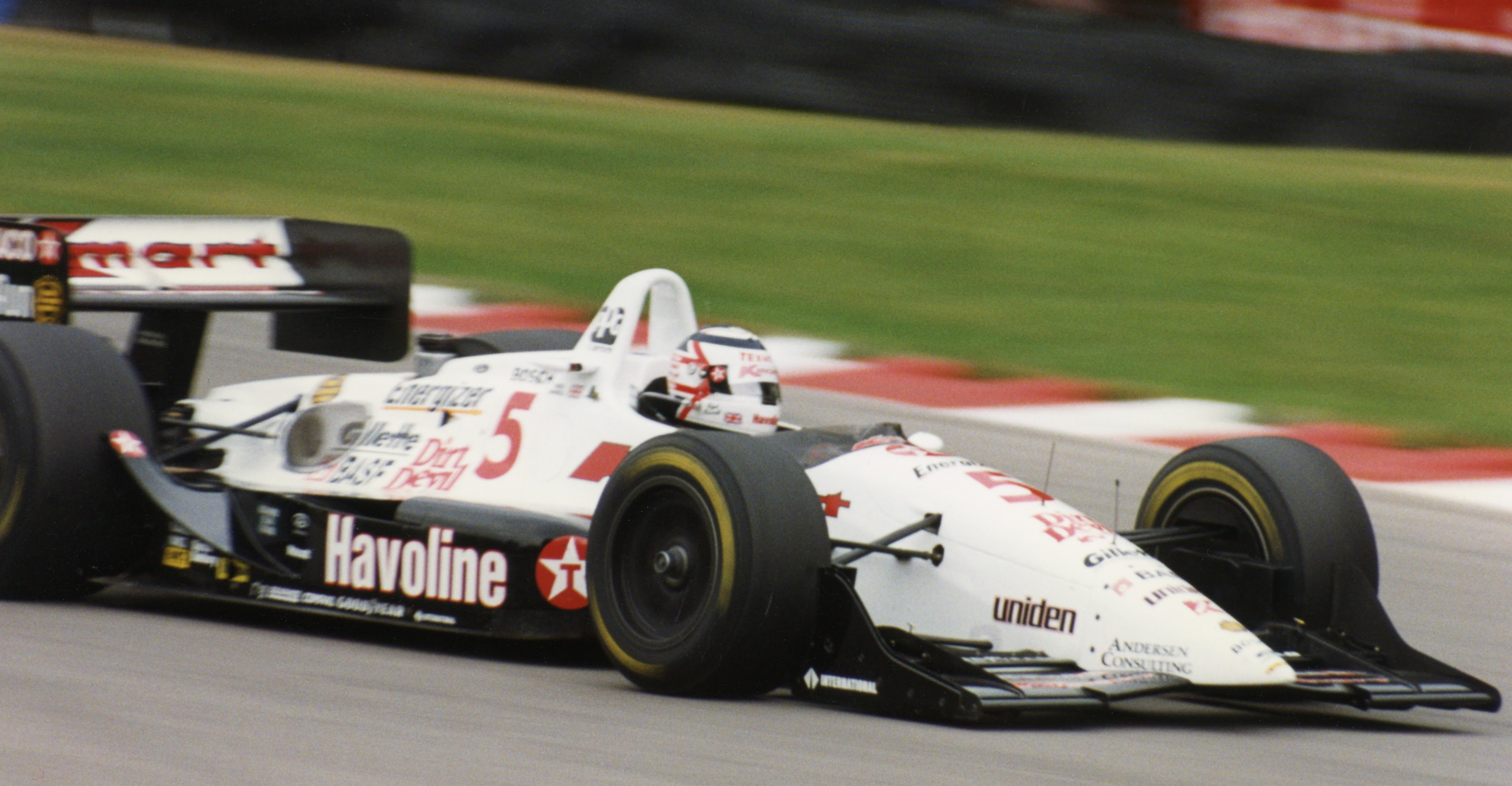
Nigel Mansell sur la Lola-Ford no 5 du Newman/Haas Racing en 1993, l'année de son titre.

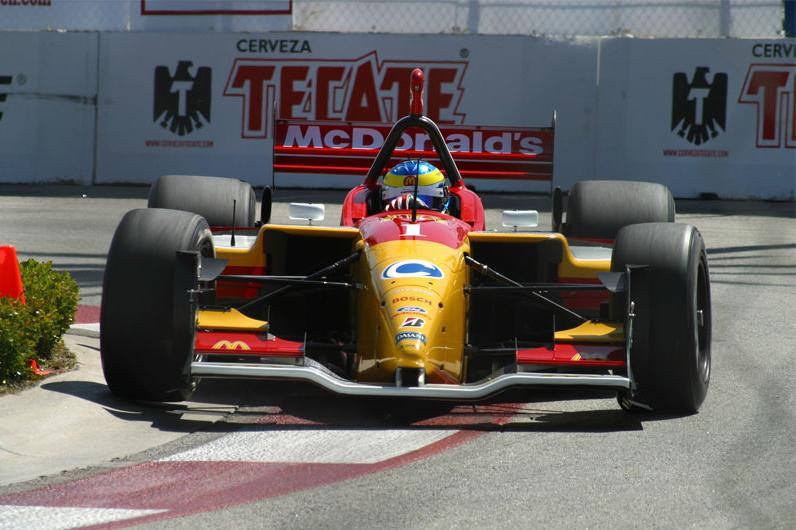
Sébastien Bourdais lors de sa victoire au GP de Long Beach en 2005.

La N/H/L Racing s'est affirmé au fil des années comme l'une des meilleures équipes de sa discipline. En effet ses pilotes ont remporté huit championnats entre 1984 et 2007, ce qui fait d'elle l'une des plus performantes : elle occupe la seconde place au classement des équipes ayant remporté le championnat pilotes derrière Penske Racing qui compte neuf titres à son actif. Cette équipe a vu défiler en son sein quelques-uns des meilleurs pilotes du monde comme Mario Andretti, Nigel Mansell, Sébastien Bourdais.
En 2004, le championnat CART est racheté et rebaptisé Champ Car World Series. Newman/Haas Racing y engage deux monoplaces confiées aux pilotes Sébastien Bourdais et Bruno Junqueira déjà titulaires lors de la saison de CART 2003. L'écurie signe le doublé au championnat avec Bourdais vainqueur du titre (369 points) et Junqueira en dauphin (341 points). Pour 2005 l'équipe continua de faire confiance à ses deux talentueux pilotes. Mais Bruno Junqueira fut blessé dans un accident lors de l'édition 2005 des 500 miles d'Indianapolis et fut remplacé par Oriol Servia en provenance de l'équipe Dale Coyne Racing. Bourdais termina premier au championnat avec 348 points, Servia deuxième (288 points) et Junqueira dix-neuvième (59 points, 2 courses sur 13 disputées). La saison suivante, 2006, Newman/Haas Racing prolongea les contrats de Bourdais et Junqueira, tandis que Servia partit rejoindre l'équipe PKV Racing. Bourdais gagna pour la troisième fois consécutive le championnat avec 89 points d'avance (387 points) sur le Britannique Justin Wilson (298 points). Bruno Junqueira finit cinquième (219 points). Pour la saison 2007, N/H/L Racing conserve son pilote vedette, Bourdais, mais remplace Junqueira, parti chez Dale Coyne Racing, par Graham Rahal le fils de Bobby Rahal. Dès l'avant dernière course de la saison (Surfers Paradise) Sébastien Bourdais remporte une quatrième fois le championnat. Il finit avec 83 points d'avance sur Justin Wilson au classement final (364 points pour Bourdais contre 281 pour Wilson). Graham Rahal occupe la cinquième place finale avec 243 points. Notons qu'avec sa première place à Portland, la troisième de sa saison 2007, Sébastien Bourdais a offert la centième victoire à son équipe dans la discipline.

## IndyCar Series

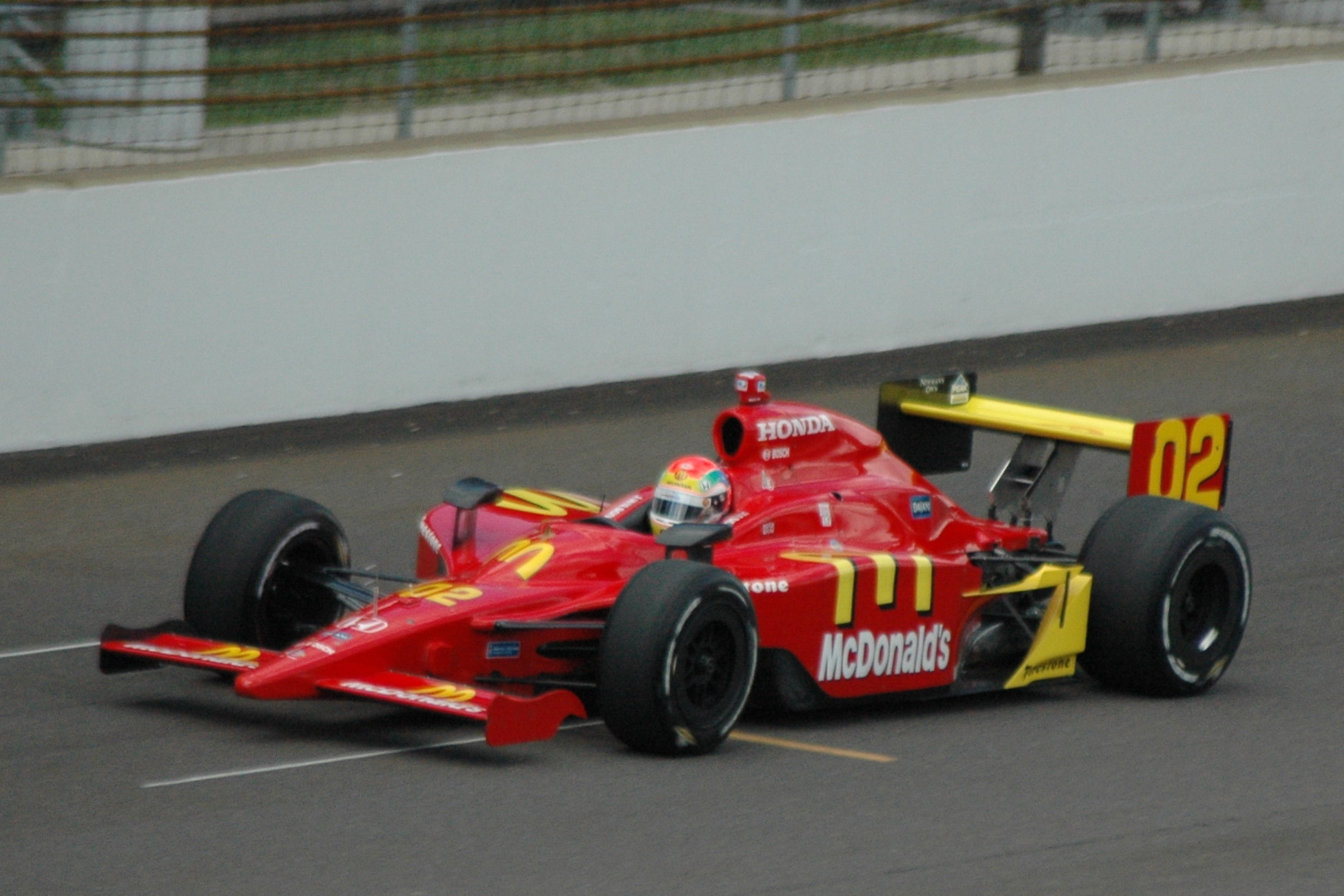
Justin Wilson en IndyCar en 2008

La première apparition de l'équipe Newman/Haas en IndyCar Series remonte à 2004, lorsque l'équipe aligne une voiture aux 500 miles d'Indianapolis pour Bruno Junqueira, qui termine 5e de l'épreuve. En 2005, l'équipe aligne deux voitures lors de cette même épreuve pour Sébastien Bourdais et Bruno Junqueira, mais les deux pilotes sont contraints à l'abandon, à la suite de contacts avec le mur. Junqueira, sérieusement blessé, verra sa saison Champ Car terminée après cet incident.
À la suite de l'absorption du Champ Car par l'IndyCar Series le 22 février 2008, l'équipe a décidé d'accepter l'offre faite aux anciennes équipes de Champ Car de rejoindre à temps plein le nouveau championnat en 2008. Après un quart de siècle en Champ Car, Newman/Haas/Lanigan Racing s'engage donc pour un tout nouveau défi. Pour cette première saison complète, les deux pilotes titulaires sont Justin Wilson et Graham Rahal. 
Après une première course plutôt terne sur l'ovale d'Homestead, 14e place pour Wilson et non participation de Rahal (à la suite de son accident lors des essais), l'équipe réalise une très belle performance lors de la deuxième course de la saison à St. Petersburg. En effet Graham Rahal, pour sa première course dans la série, remporte la course et devient ainsi le plus jeune vainqueur d'une course d'IndyCar Series. Justin Wilson termine lui à la neuvième place. Justin Wilson remporte quant à lui l'épreuve de Detroit, plus tard dans la saison. Finalement, Wilson et Rahal terminent respectivement 11e et 17e du championnat. En 2009, Newman/Haas/Lanigan engage deux voitures pour Graham Rahal et Robert Doornbos. Ce dernier est remplacé par Oriol Servia en cours de saison.

## Statistiques
- Champ Car
  - Années : 25
  - Poles : 107
  - Titres : 8
  - Victoires : 105

- IndyCar Series
  - Années : 4
  - Poles : 2
  - Titres : 0
  - Victoires : 2

## Détail des titres

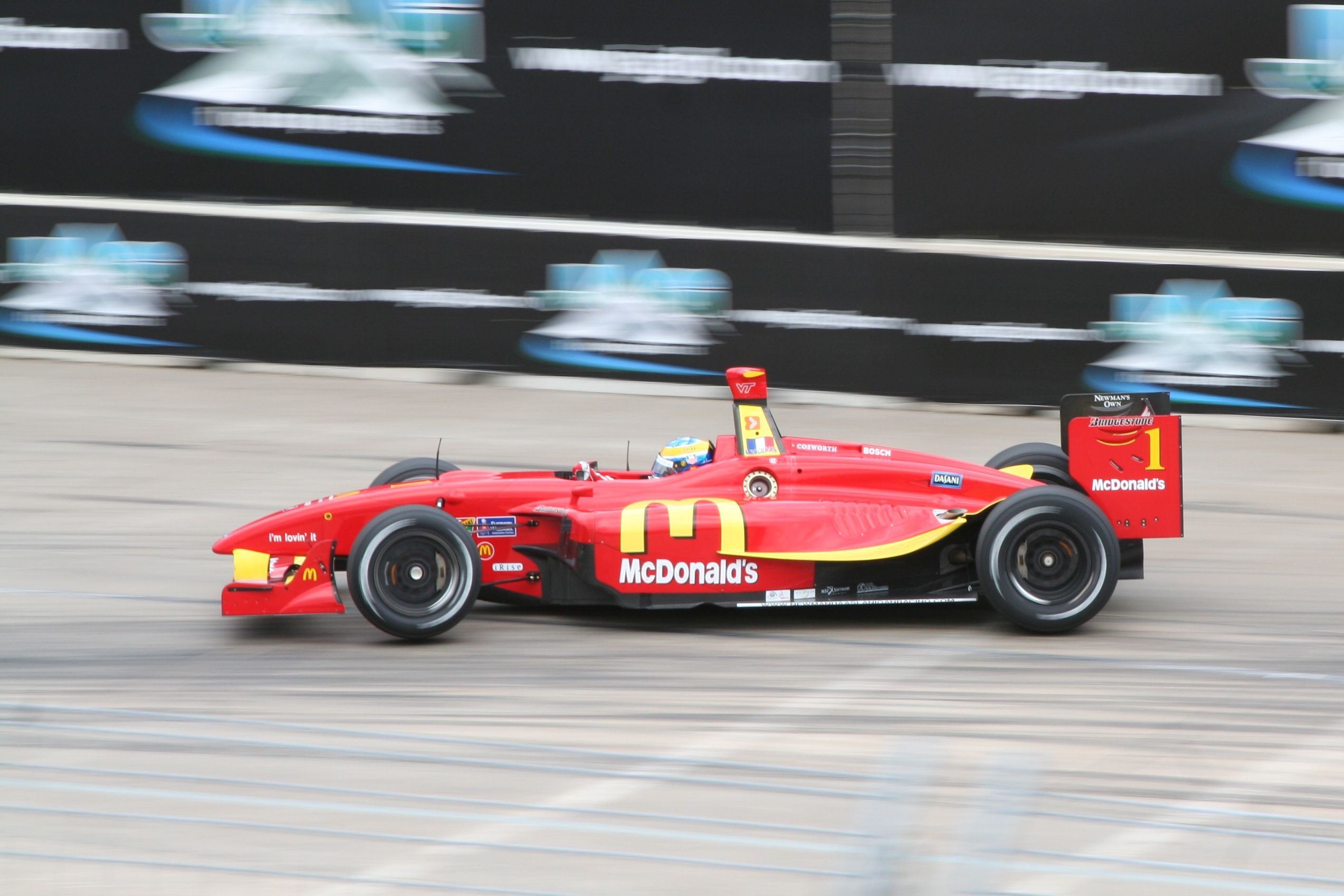
Sébastien Bourdais lors de l'épreuve Champ Car de Houston en 2007

- Vainqueur du championnat CART en 1984 avec Mario Andretti
- Vainqueur du championnat CART en 1991 avec Michael Andretti
- Vainqueur du championnat CART en 1993 avec Nigel Mansell
- Vainqueur du championnat CART en 2002 avec Cristiano da Matta
- Vainqueur du championnat Champ Car en 2004 avec Sébastien Bourdais
- Vainqueur du championnat Champ Car en 2005 avec Sébastien Bourdais
- Vainqueur du championnat Champ Car en 2006 avec Sébastien Bourdais
- Vainqueur du championnat Champ Car en 2007 avec Sébastien Bourdais

## Anciens pilotes
- Mario Andretti (1983 - 1994)
- Michael Andretti (1989 - 1992, 1995 - 2000)
- Sébastien Bourdais (2003 - 2007)
- Cristiano da Matta (2001 - 2002)
- Robert Doornbos (2009)
- Teo Fabi (1992)
- Christian Fittipaldi (1996 - 2002)
- Alan Jones (1985)
- Bruno Junqueira (2003 - 2006)
- Nigel Mansell (1993 - 1994)
- Roberto Moreno (1997 - 1999)
- Paul Tracy (1995)
- Justin Wilson (2008)